# اللجنة الوطنية للأخلاقيات الحيوية والطبية
شُكلت اللجنة الوطنية للأخلاقيات الحيوية والطبية بالمملكة العربية السعودية في عام 18 جمادى الأول من عام 1422 للهجرة ، وتقع تحت إشراف وإدارة مدينة الملك عبد العزيز للعلوم والتقنية ، ويهدف نظام اللجنة إلى وضع الأسس العامة والضوابط اللازمة للتعامل مع المخلوقات الحية وأجزائها في مجالات البحوث في ضوء الأخلاقيات المهنية وما لا يتعارض مع ضوابط الشريعة الإسلامية ، ولا يجوز للمنشآت البحثية إجراء البحوث على المخلوقات الحية إلا بعد استكمال الإجراءات اللازمة وفق هذا النظام ، ويعاقب الباحث المخالف للنظام إما بإنذاره أو منعه من ممارسة البحث الذي حدثت فيه المخالفة أو بتعليق ذلك البحث أو بالغرامة المالية أو بالسجن.

## وصلات خارجية
- موقع اللجنة الوطنية للأخلاقيات الحيوية والطبية